# アエロフロート773便爆破事件
アエロフロート773便爆破事件（アエロフロート773びんばくはじけん）は、1971年10月10日に発生した航空テロ事件である。ヴヌーコヴォ国際空港からシンフェローポリ国際空港へ向かっていたアエロフロート773便（ツポレフ Tu-104B）が飛行中に爆破され、乗員乗客25人全員が死亡した。

## 事故機
事故機のツポレフ Tu-104B（CCCP-42490）は製造番号021603として1960年に製造された。エンジンはミクーリン AM-3M-500を搭載しており、総飛行時間は13,062時間、総飛行サイクルは10,452回であった。

## 事故の経緯
事故機はシンフェローポリから飛行して19時02分にモスクワに到着し、帰路の運航のための準備をしていた。当時の気象は曇りであり、雲高は低く視程は6キロメートルであった。
その後、事故機は773便として20時16分にヴヌーコヴォ国際空港を離陸した。31秒後、パイロットは管制に773便がチョルナヤ・グリャズに向かっていると報告。それに対し、管制は773便に高度1,500メートルまで上昇するよう指示した。また、管制は773便に高度1,200メートルを通過したかどうかを繰り返し尋ねたが、同機からの返答はなかった。
773便は上昇中、突如として発生した爆発によって機体が引き裂かれた。胴体の左側面が引き裂かれ、左翼も大きな損傷を受けた。その結果、773便は降下しながら右に旋回し始めた。高度150～200メートルに達した頃に機体が損壊し、一部の客席が脱落した。最終的に、773便は右に90度バンクし機首を下げた状態でヴヌーコヴォ国際空港から南西に約10キロメートル離れたナロ・フォミンスキー地区のバラノヴォ付近に墜落し、映画女優のライサ・ズベレバを含む乗員乗客25人全員が死亡した。

## 事故調査
事故調査の結果、773便の墜落直前に落下した残骸に火災による損傷の跡がみられ、TNTの破片も発見された。当初、爆発は貨物室にあった爆弾によるものと考えられていたが、後に400～800グラムのTNTの爆弾がキャビンの壁とフレーム43の座席の間に設置されていたことが判明した。最終的に、犯人が判明しないまま1973年に捜査は終了した。